# David Kaiser (physicien)
Ne pas confondre avec l'historien et professeur au Naval War College, David E. Kaiser (en).
Pour les articles homonymes, voir David Kaiser et Kaiser.
David I. Kaiser est un physicien et historien des sciences américain. Il est professeur d'histoire des sciences au l'Institut de technologie du Massachusetts (MIT), directeur du programme science, technologie et société du Massachusetts Institute of Technology (MIT) et professeur au département de physique

## Études et carrière
Kaiser a terminé son AB en physique à l'université de Dartmouth , en 1993. Il a obtenu deux PhDs de l'université Harvard. Le premier a été en physique en 1997 pour une thèse intitulée "Post-Inflation Reheating in an Expanding Universe", le deuxième en histoire de la science en 2000 pour une thèse sur "Making Theory: Producing Physics and Physicists in Postwar America."
Il est professeur d'histoire des sciences au Massachusetts Institute of Technology (MIT), directeur du Program in Science, Technology and Society du MIT et professeur au département de physique.

## Travaux
Kaiser est l'auteur ou le rédacteur en chef de plusieurs ouvrages sur l'histoire des sciences, notamment Drawing Theories Apart: The Dispersion of Feynman Diagrams in Postwar Physics (2005), et How the Hippies Saved Physics: Science, Counterculture, and the Quantum Revival  (qui peut se traduire Comment les hippies sauvèrent la physique: la science, la contre-culture et le renouveau quantique) (2011).
Il est rédacteur en chef de la revue Historical Studies in the Natural Sciences.
Kaiser travaille au sein d'un groupe de recherche avec Alan Guth sur la cosmologie des débuts de l'Univers et sur l'histoire de la théorie de la relativité générale, ainsi que sur l'histoire de la physique américaine durant la guerre froide.

## Prix et distinctions
En 2006 il reçoit le prix Harold E. Edgerton du MIT.
En 2007 il est lauréat du prix Pfizer pour Drawing Theories Apart: The Dispersion of Feynman Diagrams in Postwar Physics,.
Il a été élu Fellow de l'American physical Society en 2010. En mars 2012, il a reçu la bourse MacVicar, un prestigieux prix d'enseignement de premier cycle du MIT

## Publications
- avec Peter Galison, Michael Gordin (éd): Science and society: the history of modern physical science in the twentieth century, 4 vol, Routledge 2001.
- (en) Drawing Theories Apart : The Dispersion of Feynman Diagrams in Postwar Physics, Chicago, University of Chicago Press, 2005, 490 p. (ISBN 0-226-42266-6)
- avec Kenji Ito, Karl Hall Spreading the tools of theory: Feynman diagrams in the United States, Japan and the Soviet Union, Social studies of Science, vol 34, 2005.
- (en) (2005). (ed.) Pedagogy and the Practice of Science: Historical and Contemporary Perspectives. MIT Press.
- (en) (2010). (ed.) Becoming MIT: Moments of Decision. MIT Press.
- (en) (2011). How the Hippies Saved Physics: Science, Counterculture, and the Quantum Revival. W. W. Norton,  (ISBN 0393076369).
- (en) avec W. Patrick McCray: (2016). (eds.) Groovy Science: Knowledge, Innovation, and American Counterculture. University of Chicago Press.
- (en) (À paraître). American Physics and the Cold War Bubble. University of Chicago Press.

## Pour approfondir
- Site de la faculté, MIT, consulté le 26 avril 2011.
- Kelly, Cynthia C. vidéo de l'entrevue avec David Kaiser, Voices of the Manhattan Project, 2014.
- Kaiser, David. "Conférence : Comment les Hippies ont sauvé la physique", WGBH PBS, le 28 avril 2010.
- Kaiser, David. "Short Cuts", La London Review of Books, 33(16), le 25 août 2011.
- Wilkinson, Todd. "Comment les Hippies ont sauvé la physique, par David Kaiser", The Christian Science Monitor, le 19 juillet 2011.
- Wisnioski, Matthieu. "Let's Be Fysiksists Again", Science, 332 (6037), le 24 juin 2011.